# (2004) Lexell
(2004) Lexell est un astéroïde de la ceinture principale. Il a été ainsi baptisé en hommage à Anders Lexell (1740–1784), astronome et mathématicien suédois-russe.